# Guillaume Marie Carré
Pour les articles homonymes, voir Carré (homonymie).
Guillaume Marie Carré est un homme politique français né le 27 décembre 1770 à Bruyères-le-Châtel (Essonne) et décédé le 4 décembre 1849 au même lieu.

## Biographie
Guillaume Marie Carré naît le 27 décembre 1770 à Bruyères-le-Châtel et est baptisé le 30 décembre suivant. Il est le fils de Claude Carré, chirurgien et bourgeois de Paris, et de son épouse, Marie-Thérèse Lheureux.
Maire de Bruyères-le-Châtel, conseiller général, il est député de Seine-et-Oise en 1815, pendant les Cent-Jours. Il meurt le 4 décembre 1849 à Bruyères-le-Châtel.

## Sources
- « Guillaume Marie Carré », dans Adolphe Robert et Gaston Cougny, Dictionnaire des parlementaires français, Edgar Bourloton, 1889-1891 [détail de l’édition]